# Labrichthys unilineatus

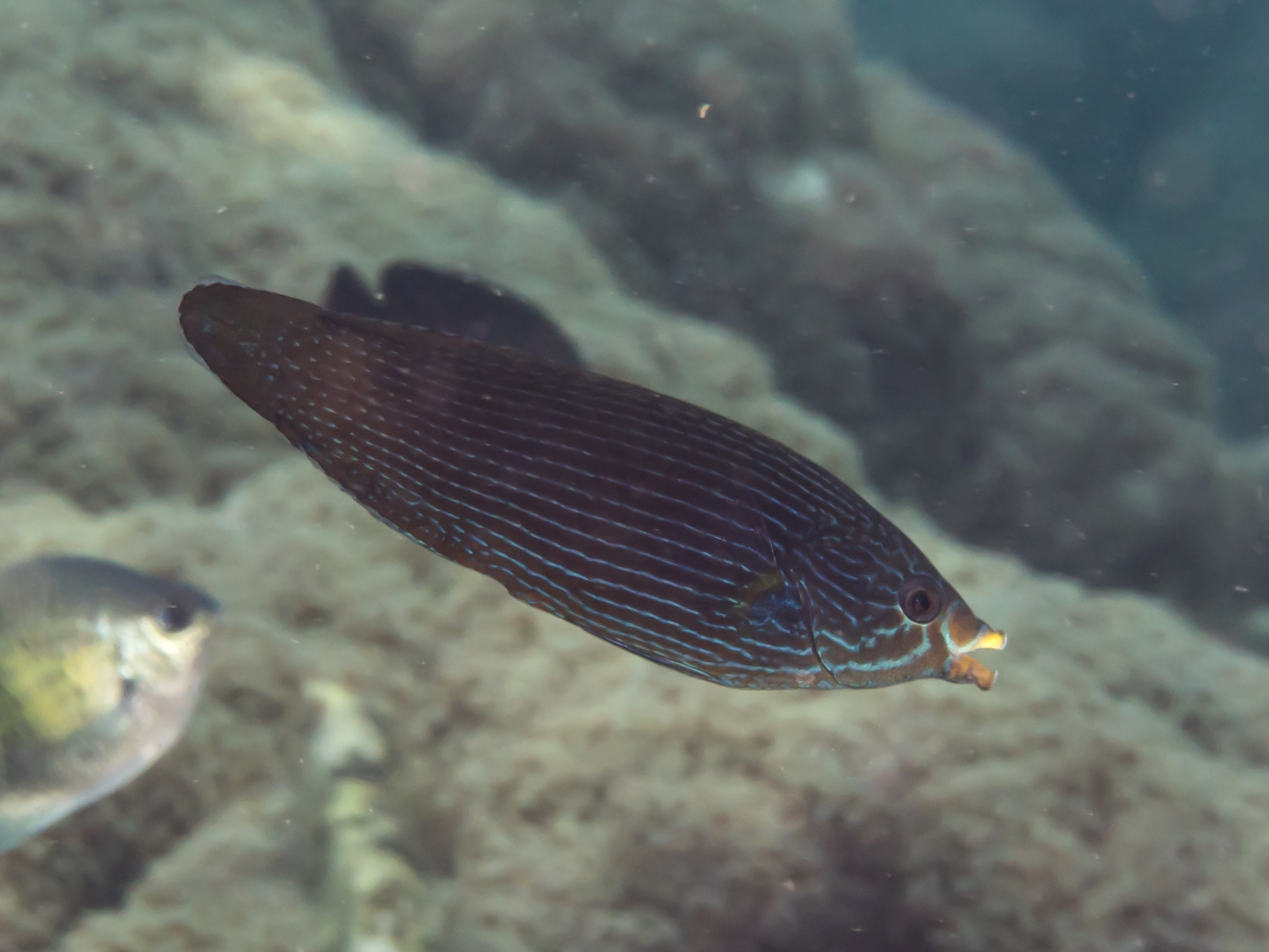
Esemplare femminile

Labrichthys unilineatus (Guichenot, 1847), unica specie del genere Labrichthys è un pesce di acqua salata appartenente alla famiglia Labridae.

## Distribuzione e habitat
Proviene dalle barriere coralline dell'oceano Pacifico e dell'oceano Indiano. È stato localizzato in particolare in Micronesia, Seychelles, Aldabra e lungo le coste dell'Africa orientale, in particolare Kenya, Tanzania e Mozambico. Vive a profondità non particolarmente elevate, intorno ai 20 m, nelle zone ricche di coralli.

## Descrizione
Presenta un corpo compresso lateralmente, non molto alto né allungato, con la testa abbastanza appuntita e dotata di spesse labbra gialle, molto evidenti. La pinna caudale ha il margine arrotondato, la pinna dorsale è lunga, quella anale più corta. Non supera i 17,5 cm.
La livrea cambia molto durante la vita del pesce: i giovani sono prevalentemente neri, con due linee bianche orizzontali, una più evidente che attraversa tutto il corpo passando dall'occhio e terminando sul bordo della pinna caudale, e una più sottile sul ventre. Gli esemplari adulti, invece, non presentano aree bianche, anche se c'è un dimorfismo sessuale abbastanza evidente: le femmine sono verdi- brunastre scure, mentre i maschi presentano delle macchie blu-violacee sulla testa ed un'area giallastra dietro le pinne pettorali. Le labbra sono sempre gialle negli adulti.

## Biologia

### Comportamento
Viste le loro abitudini alimentari, questi esemplari sono soliti nuotare dove è presente un gran numero di coralli duri.

### Alimentazione
La sua dieta non è molto varia, ma è composta soprattutto da polipi di cnidari, in particolare del corallo Acropora.

### Riproduzione
È oviparo e la fecondazione è esterna.

## Conservazione
Viene classificato come "a rischio minimo" (LC) dalla lista rossa IUCN perché non è minacciato da particolari pericoli a parte il deterioramento delle barriere coralline.